# Seenu-atol
Het Seenu-atol (Addu-atol) is een bestuurlijke divisie van de Maldiven.
De hoofdstad van het Seenu-atol is Hithadhoo. Er zijn vergaande plannen om de eilanden door middel van bruggen en tunnels met elkaar te verbinden. De totale lengte van het project bedraagt 29 kilometer, waarvan 11 kilometer tunnel.

## Geografische indeling

### Atollen
Het Seenu-atol bestaat uitsluitend uit het Addu-atol.

### Eilanden
Het Seenu-atol bestaat uit 30 eilanden, waarvan er 6 bewoond zijn.

#### Bewoonde eilanden
De volgende bewoonde eilanden maken deel uit van het atol:
1. Feydhoo
2. Hithadhoo
3. Hulhudhoo
4. Maradhoo
5. Maradhoo-Feydhoo
6. Meedhoo

#### Onbewoonde eilanden
De volgende onbewoonde eilanden maken deel uit van het atol:
1. Aboohéra
2. Bodu Hajara
3. Boduhéragandu
4. Dhigihéra
5. Fahikédéhérangada
6. Gan
7. Gaukendi
8. Geskalhuhéra
9. Hankedé
10. Hankedé Hajara
11. Heréthéré
12. Hikahera
13. Kafathalhaa Héra
14. Kandu Huraa
15. Kédévaahéra
16. Koahera
17. Kuda Kandihéréganda
18. Maahera
19. Maamendhoo
20. Madihéra
21. Mulikédé
22. Savaaheli
23. Vashahéra
24. Villingili

Haa Alif-atol · Haa Dhaalu-atol · Shaviyani-atol · Noonu-atol · Raa-atol · Baa-atol · Lhaviyani-atol · Kaafu-atol · Alif Alif-atol · Alif Dhaal-atol · Vaavu-atol · Meemu-atol · Faafu-atol · Dhaalu-atol · Thaa-atol · Laamu-atol · Gaafu Alif-atol · Gaafu Dhaalu-atol · Gnaviyani-atol · Seenu-atol · Malé